# Джентльменский клуб

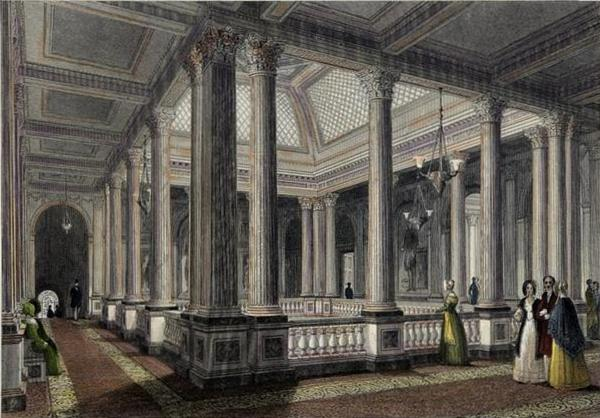
Reform Club, известный клуб в Лондоне.

Джентльменский клуб — род частного социальный клуба. Изначально создавались в кругу старых друзей, как правило, из высших слоев британского общества, начиная с XVII века.
Во многих странах за пределами Великобритании существуют известные джентльменские клубы, в основном те, которые связаны с Британской империей, например, Королевское общество в Лондоне, основанное в 1660 году. Идея распространилась и на другие страны, такие как Австралия, Индия, Ирландия, Пакистан и Бангладеш. Подобные клубы существуют в крупных американских городах. Московский английский клуб, основанный около 1772 года, было центром дворянской общественной и политической жизни XVIII—XIX веков.
В клубе обычно имеется столовая, бар, библиотека, бильярдная и одна или несколько гостиных для чтения, игр или общения. Во многих клубах также имеются гостевые комнаты и фитнес-центры. Некоторые из них связаны в основном со спортом, а некоторые регулярно проводят другие мероприятия, например, официальные ужины.